# Giovanni Filoramo
Giovanni Filoramo (n. 1945) este un profesor de istoria creștinismului gnostic la Facultatea de Litere a Universității din Torino. 

## Lucrări publicate
- „L’attesa della fine. Storia della gnosi” (1983)
- „Il risveglio della gnosi ovvero diventare dio” (1990)
- „Cristianesimo e societa antica” (în colaborare, 1992)
- „Religione e modernita: il caso del fondamentalismo” (2000)
- „Manuale di storia delle religioni” (în colaborare, 2003)
- „Veggenti, profeti, gnostici. Identita e conflitti nel cristianesimo antico” (2005)
- „Cristianesimo” (2007)
- „La Chiesa e le sfide della modernita” (2007).